# Embarazo críptico
El término embarazo críptico es usado por profesionales médicos para describir un embarazo que no es conocido por la mujer que está embarazada hasta que está de parto o ha dado a luz. El término también es usado para describir una forma particular de embarazo fantasma (pseudociesis) en la que una persona que no tiene confirmación médica de estar embarazada cree que lo está.

## Embarazos crípticos clínicos
La serie de televisión I Didn't Know I Was Pregnant (No sabía que estaba embarazada) compartió historias de mujeres que habían experimentado embarazos crípticos. Casi todas las historias presentadas involucraban a mujeres que continuaron teniendo la menstruación de manera habitual a lo largo del embarazo, mientras que otras explicaron que no presentaban períodos regulares debido al síndrome de ovario poliquístico (SOP) u otros trastornos asociados con la infertilidad. Las mujeres implicadas a menudo no aumentaban de peso ni experimentaban otros síntomas del embarazo, como náuseas matutinas o sensibilidad del pecho. Aquellas que sí experimentaron síntomas del embarazo declararon haberlos atribuido a un trastorno existente, haber obtenido un resultado negativo en un test de embarazo, o ambos.
Algunas de las historias involucraban a mujeres que habían sido conscientes de estar embarazadas y habían sufrido un aborto natural, pero que realmente seguían embarazadas sin su conocimiento. Es común que, una vez nacido el bebé, la madre se percate de algún síntoma del embarazo que había ignorado. Muchas mujeres que han tenido un embarazo habitual sostienen que es imposible no "sentir" un embarazo. Sin embargo, tocólogos del programa explicaron que, dependiendo de la posición de la placenta, las sensaciones del movimiento de un bebé pueden ser mínimas. En 2015, la secuela de la serie, I Still Didn't Know I Was Pregnant (Todavía no sabía que estaba embarazada), presentó a mujeres que habían experimentado varios embarazos crípticos.

## Causas
Las causas de los embarazos crípticos clínicos son fisiológicas, es decir, no hay síntomas reconocibles de embarazo, o psicológicas. Por ejemplo, el embarazo negado es una condición en la que una mujer es mentalmente incapaz de aceptar que está embarazada, por lo que puede pasar por un embarazo sin percatarse de él durante meses o incluso durante la totalidad del mismo. Este fenómeno está a veces relacionado con otras enfermedades mentales. No obstante, los embarazos negados constituyen sólo un pequeño porcentaje de todos los embarazos crípticos.

## Epidemiología
1 en 7,225 embarazos son desconocidos en el momento del parto.

## En la historia
Se dice que la papisa Juana, un personaje de la literatura europea del siglo XIV, fue papa durante el siglo IX haciéndose pasar por un hombre hasta que se puso de parto mientras estaba en procesión. Aunque los académicos modernos la consideran un personaje ficticio, esto muestra el reconocimiento de los embarazos crípticos durante la Edad Media.

## Embarazo críptico como ilusión de embarazo
La Fundación Gilmour, una fundación de Internet que se define como experta en embarazos crípticos, sostiene que un embarazo críptico es aquel que no es detectado por tests de embarazo ni por ultrasonidos. Afirman que estos embarazos ocurren debido a un crecimiento anormalmente lento del feto, y que la gestación puede durar años o incluso décadas. La fundación ha declarado que esto provoca que los niveles de la hormona de la gonadotropina coriónica humana sean muy bajos para ser detectados por tests médicos y que, dado que el embarazo es muy pequeño o se produce fuera del útero, tampoco es detectado por ultrasonidos. Sin embargo, no hay estudios médicos que acrediten la existencia de los embarazos crípticos descritos por la Fundación Gilmour. Más bien, este tipo de embarazos deberían ser entendidos como una forma de delirio.

### Causas
Mayoritariamente, esta forma de embarazo críptico es un trastorno psicológico. Algunas personas con esta enfermedad muestran síntomas de embarazo, como amenorrea (ausencia de la menstruación), aumento de peso, náuseas, etc.

### El show del Dr. Phil
Dr. Phil presentó en su programa de entrevistas a mujeres que creían haber estado embarazadas durante años con un embarazo críptico. A pesar de los resultados negativos en tests de orina y sangre y de escaneos médicos que indicaban la ausencia del embarazo, ellas mantenían su creencia de estar embarazadas, incluyendo a una que había sido sometida a una ligadura de trompas. El doctor Thais Aliabadi fue el experto invitado en el programa y explicó que muchas mujeres aseguran tener un embarazo críptico para explicar síntomas físicos que relacionan con el embarazo, como aumento de peso en el abdomen, cambios de humor, dolencias en los pechos y antojos.

### En la historia
Se rumorea que la reina María I de Inglaterra experimentó un embarazo fantasma, puesto que continuó creyendo que estaba embarazada pasada la fecha estimada del parto. No obstante, debido a las limitaciones de la tecnología médica y a la delicadeza a la hora de inspeccionar el cuerpo de la reina, los médicos habrían tenido grandes dificultades para identificar un embarazo y distinguirlo de un tumor o un embarazo molar. Durante uno de sus embarazos falsos, María creyó estar embarazada durante casi un año tras dejar de menstruar, hasta que su abdomen se aplanó repentinamente sin haberse puesto de parto. 